# Кан, Филипп
Филипп Кан (р. 16 марта 1952 года, Париж, Франция) — разработчик инновационных технологий, предприниматель, создатель первого решения для мгновенного обмена фотографиями в сетях общего пользования. Основал три технологические компании: Fullpower Technologies (2003), LightSurf Technologies (1998) и Starfish Software (1994). Он также один из первых сотрудников, а позже владелец Borland. Кан является автором нескольких десятков патентов в области смартфонов, беспроводной связи, синхронизации, медицинских технологий.

## Биография
Родился и вырос в Париже в семье небогатых еврейских иммигрантов. Его мать была выжившей в Освенциме скрипачкой и лейтенантом французского Сопротивления, его отец — механик-самоучка.
Учился в Швейцарской высшей технической школе Цюриха и в университете Ниццы — Софии Антиполис. Получил степень магистра в области математики. Также получил степень магистра в области музыковедения и классической игры на флейте в Цюрихской консерватории в Швейцарии. Будучи студентом, разработал программное обеспечение для MICRAL, первого персонального компьютера на основе микропроцессора.